# Gisement de bauxite des Darling Ranges
Le gisement de bauxite des Darling Ranges est une mine à ciel ouvert de bauxite et une ville minière d'Australie située dans la région de Perth. Elle appartient à Alcoa, groupe américain. 

## Histoire
L'année 1955 voit la découverte du gisement de bauxite de Weipa par la compagnie Electrolytic Zinc, qui marque le début du Bauxite Derby, la course à la bauxite en Australie, dans l'Extrême nord du Queensland. Toujours en Australie, mais trois années plus tard, c'est la découverte du gisement de bauxite des Darling Ranges, dans la région de Perth en 1958, par la Western Mining. Le gisement est situé près de la forêt de jarrah, de type méditerranéen, et de la chaîne de montagne des Darling Ranges, qui culmine au mont Cooke (582 mètres). Alcoa y extrait plus de 10 millions de tonnes de bauxite, dès les années 1980.
WMC est suivi dans cette course à la bauxite par des concurrents, en juin 1961 "Alcoa of Australia" est créée par le géant américain pour prospecter les gisements de bauxite de Darling Ranges et il implante une usine d'aluminium à Kwinana et une autre à Geelong. En 1967, la société Bauxite Exploration découvre de nouveaux gisements de bauxite aux Darling Ranges.